# 배우희
배우희(裵優熙, 1991년 11월 21일~)는 대한민국의 배우다. 2012년부터 2018년까지 걸 그룹 달샤벳의 멤버로 활동했다. 2017년 10월 《아이돌 리부팅 프로젝트 더 유닛》에 참가해 여자 최종 7위를 하여 2018년에 유니티의 멤버로 활동하기도 했다. 이후 주로 탤런트 로 활동하고 있다.

## 학력
- 등촌고등학교(졸업)
- 동아방송예술대학교 방송연예과(재학)

## 음반 활동
- 2013년 《무한동력》 OST 〈내일로〉
- 2014년 《왔다! 장보리》 OST 〈내 사랑 안녕〉
- 2021년 《아이돌 레시피》 OST 〈Perfume〉

## 가수 외 활동

### 드라마
| 연도 | 방송       | 제목                            | 역할                   | 비고     |
| ---- | ---------- | ------------------------------- | ---------------------- | -------- |
| 2013 | tvN        | 응답하라 1994                   | 하희라                 | 특별출연 |
| 2013 | 네이버 TV  | 무한동력                        | 한수자                 |          |
| 2015 | Mnet       | 더 러버                         | 희우                   | 특별출연 |
| 2015 | SBS        | 너를 사랑한 시간                | 홍은정                 |          |
| 2018 | POOQ       | 넘버 식스                       |                        |          |
| 2019 | KBS1       | 여름아 부탁해                   | 진수연                 |          |
| 2020 | 웹드라마   | 오늘도, 참치마요                | 오소호                 |          |
| 2020 | 웹드라마   | 좋아요가 밥 먹여줍니다          | 차은아                 |          |
| 2020 | MBC every1 | 연애는 귀찮지만 외로운 건 싫어! | 강우에게 치료받는 환자 | 특별출연 |
| 2020 | tvN        | 산후조리원                      | 유희원                 |          |
| 2020 | 콬TV       | 7일만 로맨스 2                  | 유화인                 |          |
| 2021 | OCN        | 타임즈                          | 조유진                 |          |
| 2021 | tvN        | 드라마 스테이지 - 민트컨디션    | 이여진                 |          |
| 2022 | SBS        | 사내 맞선                       | 고유라                 |          |
| 2022 | 티빙       | 두 명의 우주                    | 서로희                 |          |
| 2022 | KBS2       | 현재는 아름다워                 | 연나영                 | 특별출연 |
| 2022 | 쿠팡플레이 | 판타G스팟                       | 미나                   |          |
| 2024 | SBS        | 굿파트너                        | 한의정                 |          |

### 영화
- 2014년 《터널 3D》 - 혜영 역
- 2021년 《아이돌 레시피》 - 켈리 역
- 2022년 《늑대들》 - 유미 역
- 2024년 《카브리올레》 - 민정 역 (우정출연)

### 뮤지컬
- 2021년 《또 오해영》 - 오해영 역

### 예능
- 2014년 《셰어하우스》
- 2015년 JTBC 《나홀로 연애중》 (VTR 특별출연)
- 2017년 ~ 2018년 KBS2 《아이돌 리부팅 프로젝트 더 유닛》
- 2018년 KBS2 《불후의 명곡 - 전설을 노래하다》
- 2025년 유튜브 《노빠꾸 탁재훈》

## CF
- 2014년 러시앤캐시 OK!저축은행

## 수상 경력
- 2022년 코리아드라마어워즈 여자 신인상 (《사내 맞선》)
- 2023년 신스틸러 페스티벌 in 문경 본상 (《사내 맞선》)